# جلال الدين الرومي
مُحَمَّد بن مُحَمَّد بن حُسَيْنَ بَهَاءٌ الدِّين البَلَخي الْبَكْرِيّ (بالفارسية: جلال‌الدین محمد بلخى) (بالتركية: Mevlânâ Celâleddîn-i Rûmî)‏ (604 هـ - 672 هـ = 1207 - 1273م) عرف أيضا باسم مولانا جَلَال الدِّين الرُّومي: شاعر، عالم بفقه الحنفية والخلاف وأنواع العلوم، ثم متصوف (ترك الدنيا والتصنيف) كما يقول مؤرخو العرب، وهو عند غيرهم صاحب المثنوي المشهور بالفارسية، وصاحب الطريقة المولوية المنسوبة إلى جلال الدين.
ولد في بلخ، أفغانستان وانتقل مع أبيه إلى بغداد، في الرابعة من عمره، فترعرع بها في المدرسة المستنصرية حيث نزل أبوه. ولم تطل إقامته فقد قام أبوه برحلة واسعة ومكث في بعض البلدان مدداً طويلةً، وهو معه، ثم استقر في قونية سنة 623 هـ في عهد دولة السلاجقة الأتراك، وعرف جلال الدين بالبراعة في الفقه وغيره من العلوم الإسلامية، فتولى التدريس بقونية في أربع مدارس، بعد وفاة أبيه سنة 628 هـ ثم ترك التدريس والتصنيف والدنيا وتصوّف سنة 642 هـ أو حولها، فشغل بالرياضة وسماع الموسيقى ونظم الأشعار وإنشادها.
تركت أشعاره ومؤلفاته الصوفية والتي كتبت أغلبها باللغة الفارسية وبعضها بالعربية والتركية، تأثيراً واسعاً في العالم الإسلامي وخاصة على الثقافة الفارسية والعربية والأردية والبنغالية والتركية، وفي العصر الحديث ترجمت بعض أعماله إلى كثير من لغات العالم ولقيت صدًى واسعاً جداً إذ وصفته البي بي سي سنة 2007م بأكثر الشعراء شعبية في الولايات المتحدة.
حين وفاته عام 1273م، دفن في مدينة قونية وأصبح مدفنه مزاراً إلى يومنا، وبعد مماته قام أتباعه وابنه سلطان ولد بتأسيس الطريقة المولوية الصوفية والتي اشتهرت بدراويشها ورقصتهم الروحية الدائرية التي عرفت بالسماح والرقصة المميزة.

## نسبه
جلال الدين محمد بن بهاء الدين محمد بن حسين بن أحمد الخطيبي بن القاسم بن المسيب بن عبد الله بن عبد الرحمن بن عبد الملك بن عبد الرحمن بن أبي طاهر محمد بن أحمد بن عبد الله بن عبد الرحمن بن القاسم بن محمد ابن أبي بكر الصديق التيمي القرشي البكري البلخي.

## حياته

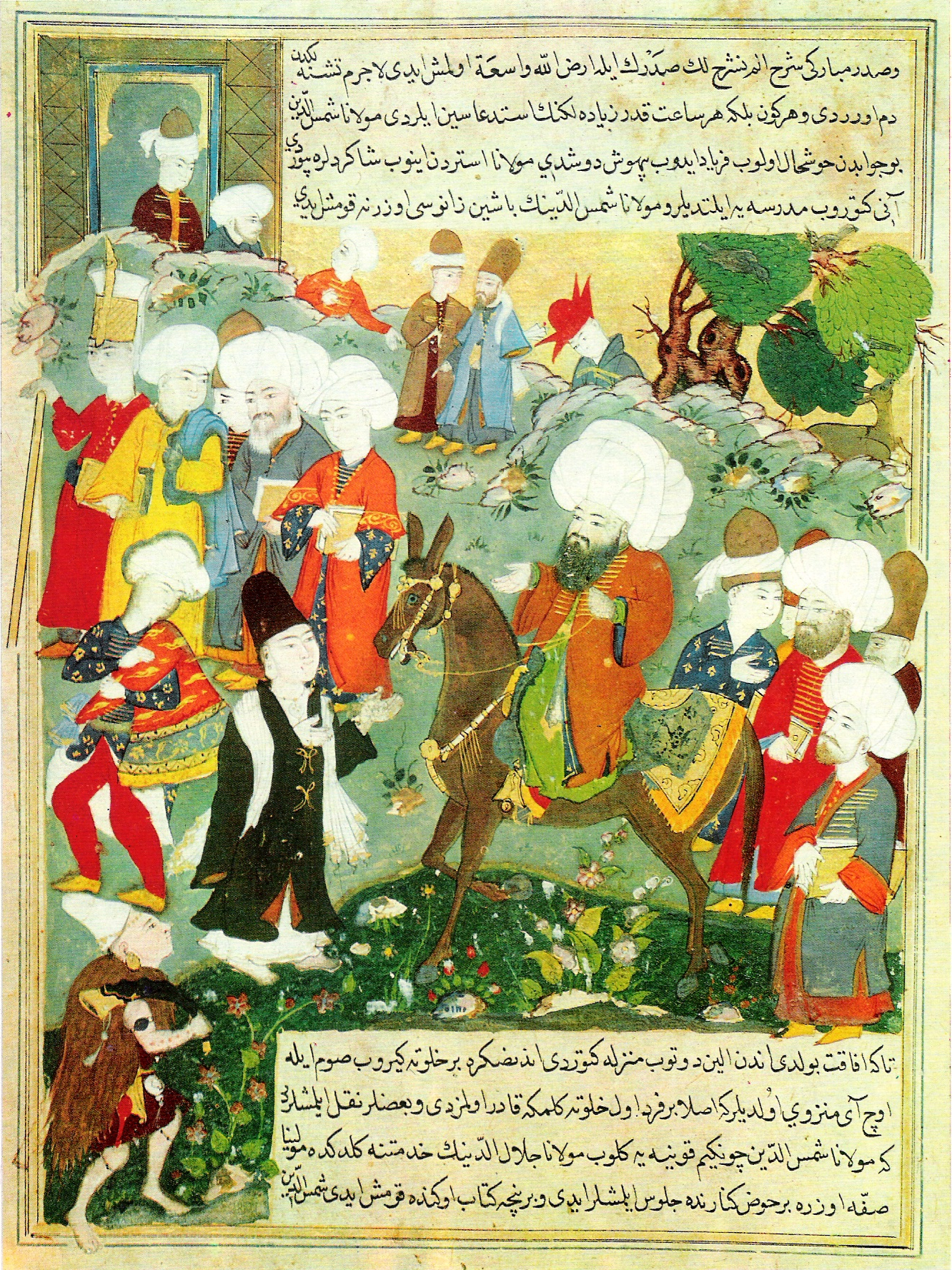
رسم يظهر جلال الدين الرومي وشمس التبريزي

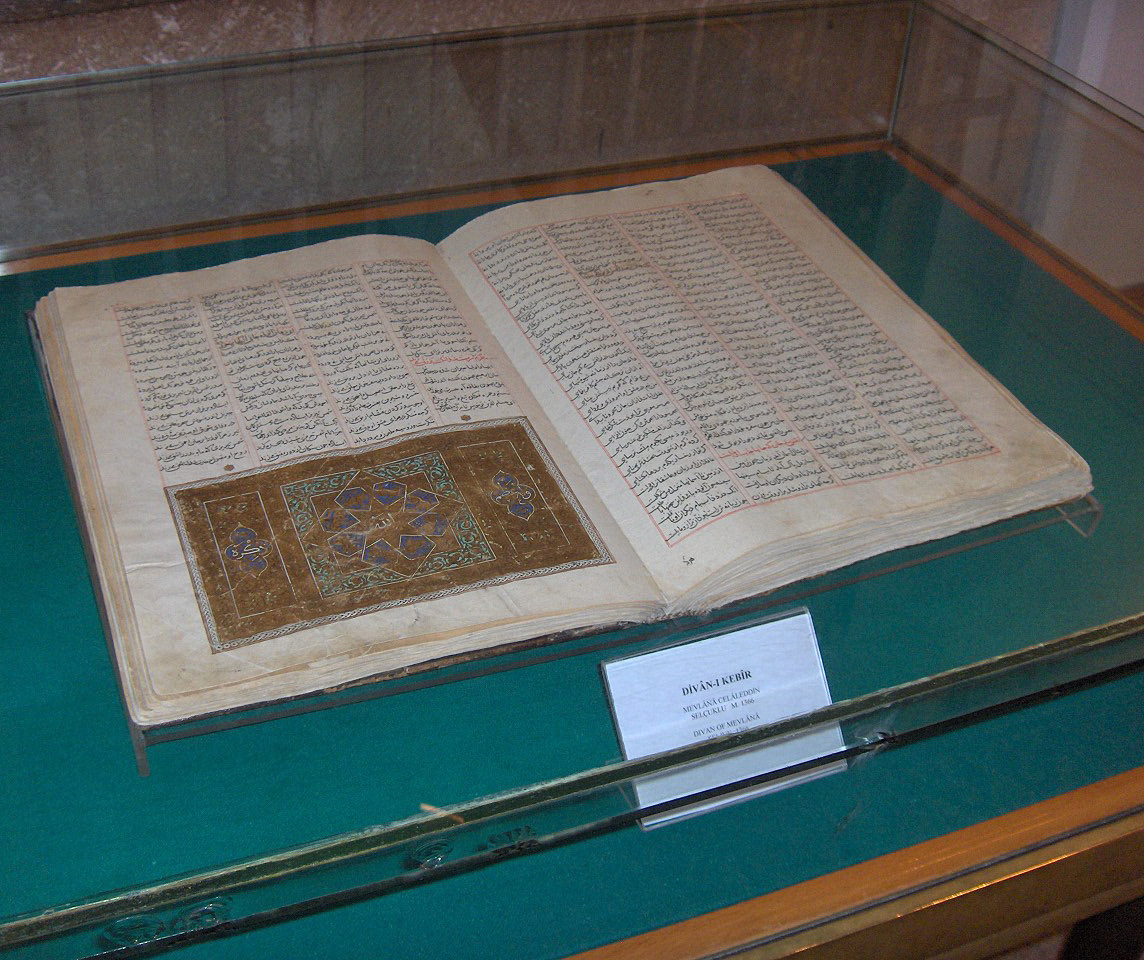
الديوان الكبير

ولد في منطقة بلخ في خراسان وما يعرف حالياً بأفغانستان في 6 ربيع الأول 604 هـ الموافق لـ 30 سبتمبر 1207م. ويَعتقد بعض أتباعه أنه ولد في مدينة صغيرة تسمى واخش في طاجيكستان الحالية. وحينها كانت بلخ تابعة لإمبراطورية الخوارزم الخرسانية. وكانت عائلته تحظى بمصاهرة البيت الحاكم في «خوارزم». كانت أمه مؤمنة خاتون ابنة خوارزم شاه علاء الدين محمد. وكان والده بهاءالدين ولد يلقب بسلطان العارفين لما له من سعة في المعرفة والعلم بالدين والقانون والتصوف.
عند قدوم المغول، هاجرت عائلته هرباً إلى نيسابور، إذ التقى الرومي هناك الشاعر الصوفي فريد الدين العطار، الذي أهداه ديوانه أسرار نامه والذي أثر على الشاب وكان الدافع لغوصه في عالم الشعر والروحانيات والصوفية، ومن نيسابور سافر مع عائلته وهناك لقب بجلال الدين، ثم تابعوا الترحال إلى الشام ومنها إلى مكة المكرمة رغبة في الحج. وبعدها، واصلوا المسير إلى الأناضول واستقروا في كارامان لمدة سبع سنوات حيث توفيت والدته. وتزوج الرومي بجوهر خاتون وأنجب منها ولديه: سلطان ولد وعلاءالدين شلبي. وعند وفاة زوجته تزوج مرة أخرى وأنجب ابنه أمير العلم شلبي وابنته ملكة خاتون.
في عام 1228م توجه والده إلى قونية عاصمة السلاجقة بدعوة من علاء الدين كيقباد حاكم الأناضول واستقروا بها حيث عمل الوالد على إدارة مدرستها، تلقى جلال الدين العلم على يدي والده، ويدي الشيخ سيد برهان الدين محقق من بعد وفاة والده لمدة 9 سنوات ينتهل علوم الدين والتصوف منه، وفي عام 1240م توفي برهان الدين فانتقل الرومي إلى مزاولة العمل العام في الموعظة والتدريس في المدرسة، وخلال هذه الفترة توجه الرومي إلى دمشق، وألتقى فيها الشيخ محي الدين بن عربي صاحب كتاب الفتوحات المكية وأهداه بعض أعماله العربية، وقضى فيها أربع سنوات حيث درس مع نخبة من أعظم العقول الدينية في ذلك الوقت، بمرور السنين تطور جلال الدين في كلا الجانبين: جانب المعرفة وجانب العرفان.

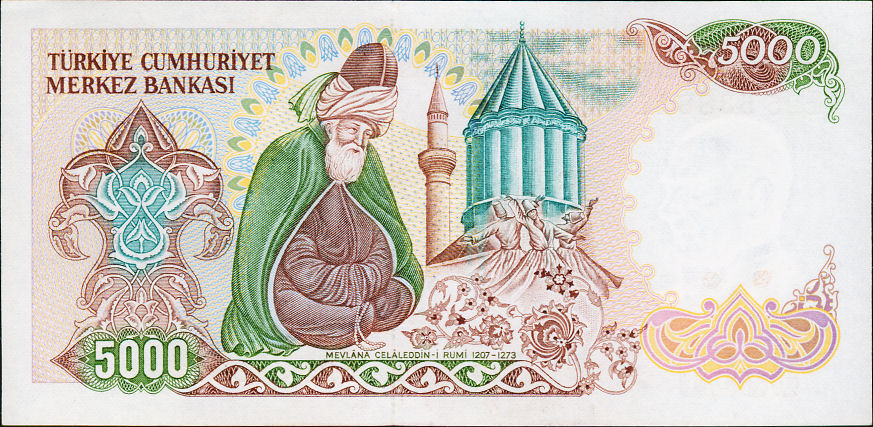
جلال الدين الرومي على الليرة التركية فئة ٥٠٠٠.

في عام 1244م وصل إلى مدينة قونية الشاعر الصوفي شمس الدين تبريزي، باحثاً عن شخص يجد فيه خير الصحبة وقد وجد في الرومي ضالته، ولم يفترق الصاحبان منذ لقائهما حتى إن تقاربهما ظل دافعاً لحسد الكثيرين على جلال الدين لاستئثاره بمحبة القطب الصوفي التبريزي، وفي عام 1248م اغتيل التبريزي ولم يعرف قاتله ويقال أن شمس الدين التبريزي سمع طرقاً على الباب وخرج ولم يعد منذ ذلك الحين.
حزن الرومي على موت التبريزي وأحبه حباً عميقاً خلف وراءه أشعاراً وموسيقى ورقصاتٍ تحولت إلى ديوان سماه ديوان شمس الدين التبريزى أو الديوان الكبير.
وحتى مماته كان الرومي يقدم المواعظ والمحاضرات إلى مريديه ومعارفه وللمجتمع، ووضع معظم أفكاره في كتب بطلب من مريديه وتوفي في 17 ديسمبر 1273م وحمل نعشه أشخاص من ملل خمسة إلى قبر بجانب قبر والده وسمى أتباعه هذه الليلة بالعرس وما زالوا يحتفلون بهذه الليلة إلى الآن.

## تعاليمه

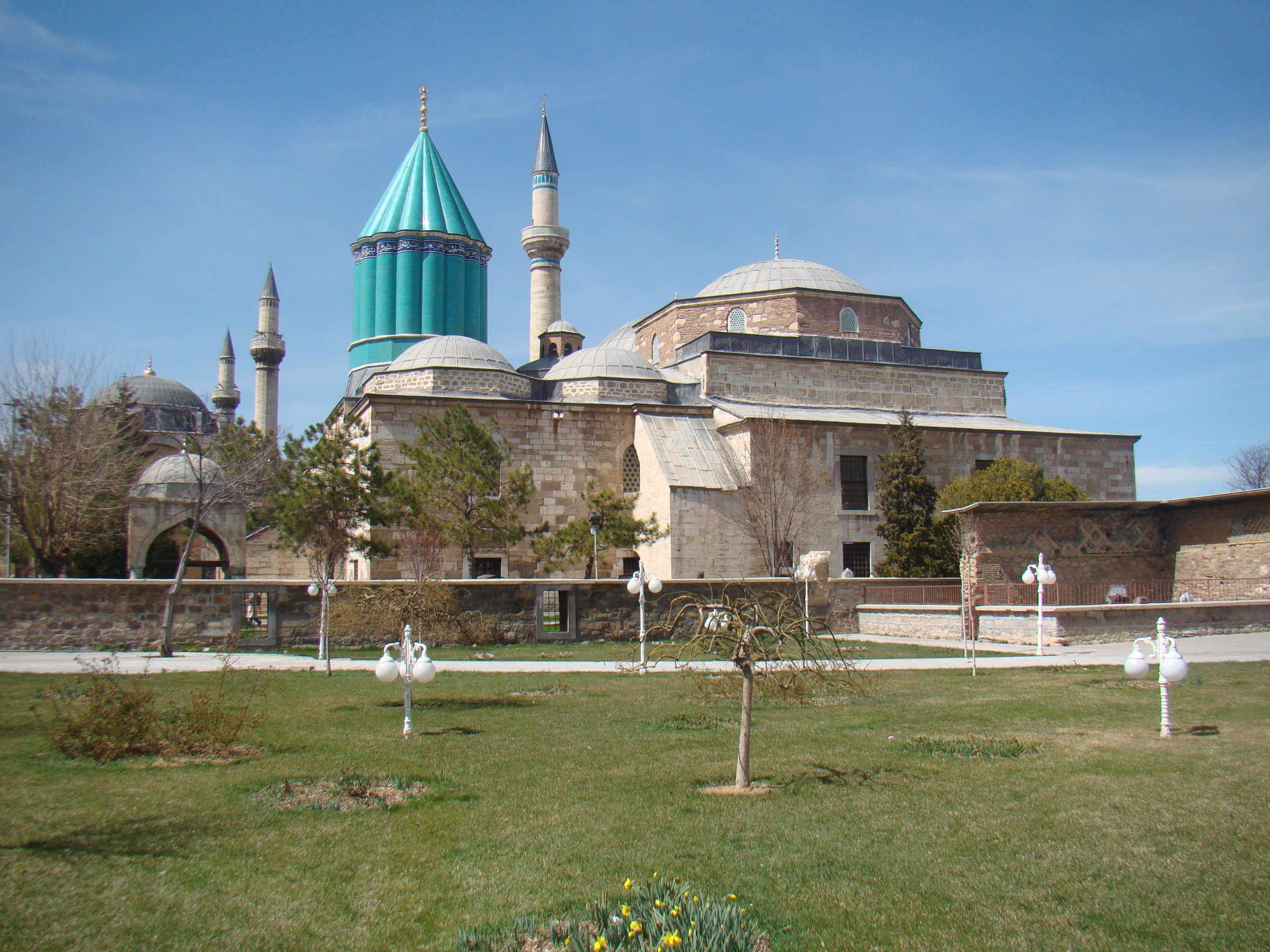
متحف مولانا جلال الدين الرومي في قونية، تركيا.

كان جلال الدين مسلماً مؤمناً بتعاليم الإسلام، لكنه استطاع جذب أشخاص من ديانات وملل أخرى، وبالنسبة إليه وإلى أتباعه فإن كل الديانات خيرة وحقيقية بمفاهيمها، لذلك كانوا يعاملون المسلمين والمسيحيين واليهود معاملة سواسية. وتأثر بشمس التبريزي ومحي الدين ابن عربي وعبد القادر الجيلاني. وبطلب من مريديه وضع الرومي أفكاره ومبادئه في كتاب سماه المثنوي الذي استعمل في حياكته خيوطاً من قصص يومية وإرشادات قرآنية وحكمة من خبرته.

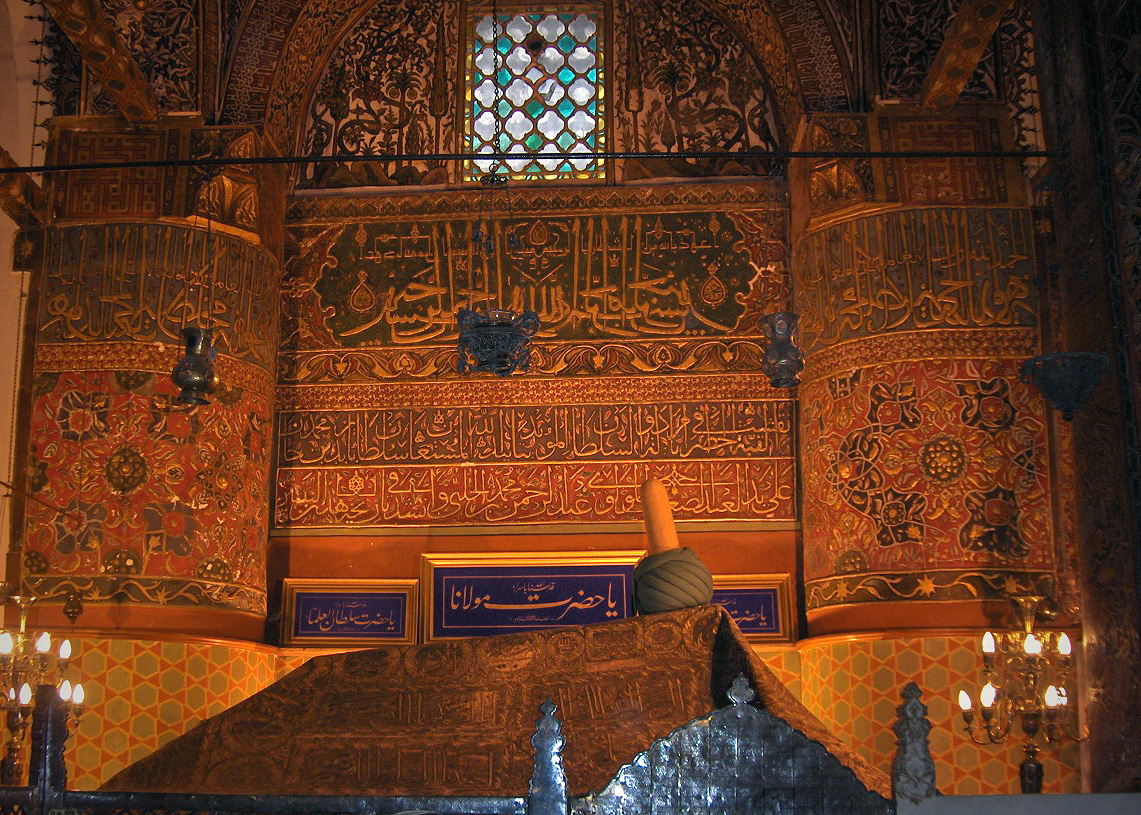
قبر مولانا جلال الدين الرومي في قونية، تركيا.

كان الرومي يستعمل الموسيقى والشعر والذكر كسبيل للوصول إلى الله، فالموسيقى الروحية بالنسبة له تساعد المريد على تعرف الله والتعلق به، ومن هذا المنطلق تطورت فكرة الرقص الدائري التي وصلت إلى درجة الطقوس، وقد شجع الرومي على الإصغاء للموسيقى فيما سماه الصوفية السماع، فيما يقوم الشخص بالدوران حول نفسه، فعند المولويين الإنصات للموسيقى هو رحلة روحية تأخذ الإنسان في رحلة تصاعدية من خلال النفس والمحبة للوصول إلى الكمال.
بعد وفاة الرومي حول ابنه سلطان ولد تعاليم أبيه إلى سلوك للمريد، والذي عُرف بالطريقة المولوية، وانتشرت هذه الطريقة في مختلف أصقاع العالم الإسلامي، ولقيتْ صدًى واسعاً في العالم الغربي في العصر الحديث.

## أعماله

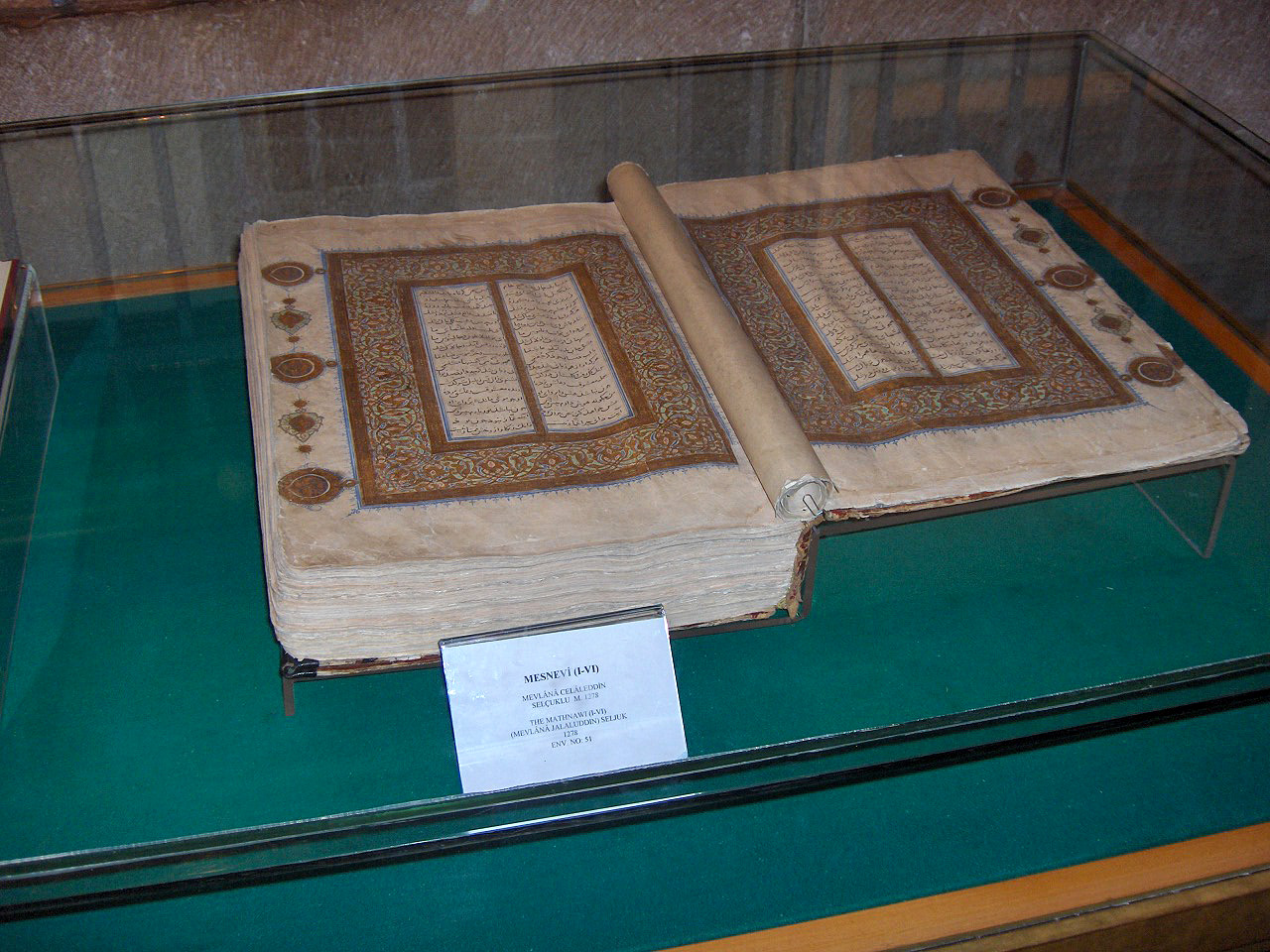
مجلد لمثنوية المعاني بأحد المتاحف

عادة، تصنف أعمال الرومي إلى عدة تصانيف وهي: الرباعيات، ديوان الغزل، مجلدات المثنوي الستة، المجالس السبعة ورسائل المنبر 

### شعره
- مثنويه المعاني: وهي قصائد باللغة الفارسية، والذي يسميه بعض المتصوفة بالكتاب المقدس الفارسي. ويعتبره كثيرون من أهم الكتب الصوفية الشعرية، ويذكر حسين علي محفوظ أن الرومي «نظمه بالعربية» أيضا وإنه يمتلك مخطوطة النسخة العربية النفيسة.[30]
- الديوان الكبير أو ديوان شمس التبريزي؛ والذي كتبه في ذكرى موت صاحبه العزيز وملهمه في طريق التصوف والشعر. وكتب فيه أكثر من أربعين بيت شعر وخمسين قصيدة نثرية.
- - الرباعيات: وهي منظومة أحصاها العالم الإيراني المعاصر بديع الزمان فوزانفر، كما وردت في طبعة إستانبول، فوجد أنها تبلغ 1659 رباعية، أي 3318 بيتاً.[35]

## قصيدة أنين الناي

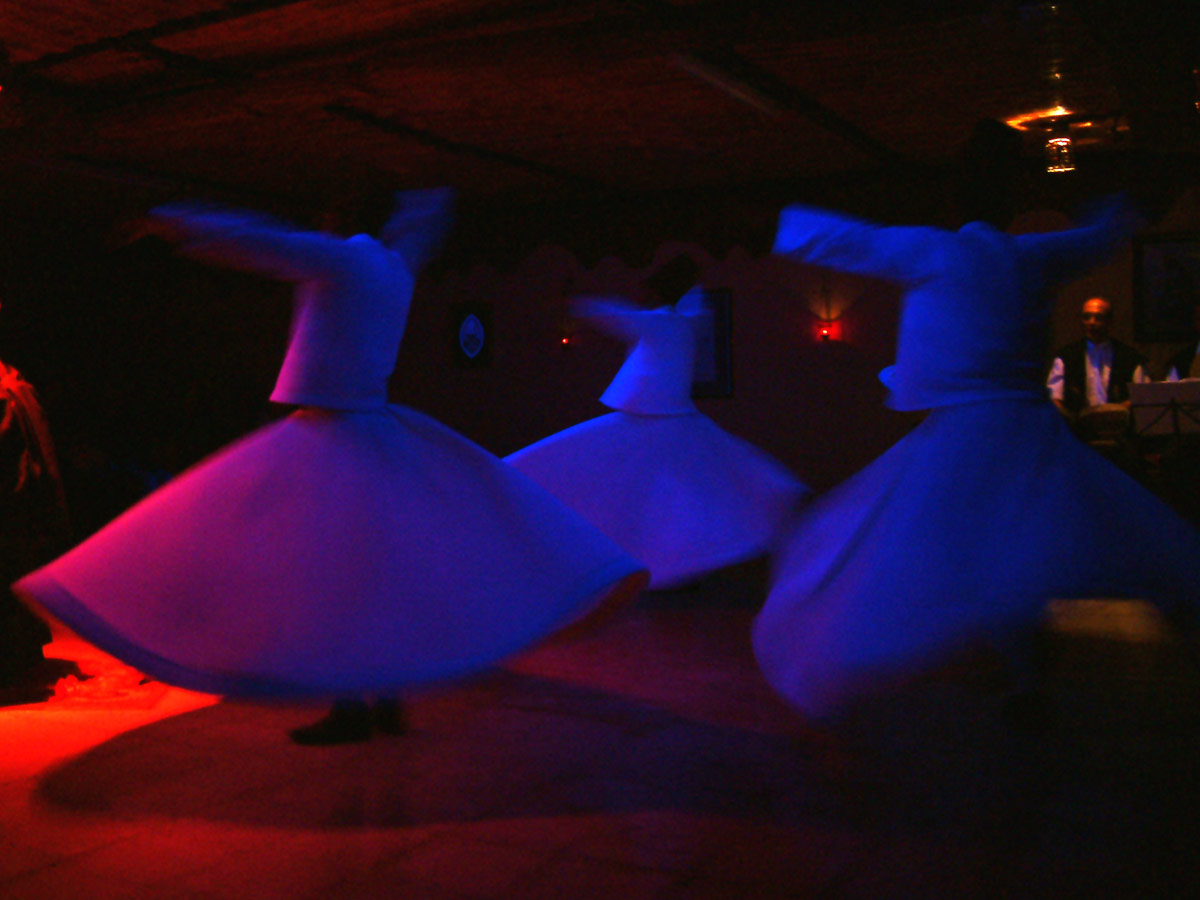
رقص دراويش الطريقة المولوية التي تنتسب لجلال الدين الرومي.

قصيدة لجلال الدين الرومي ترجمة زهير سالم عن الفارسية بتصرف
- أنصت إلى الناي يحكي حكايته..
- ومن ألم الفراق يبث شكايته:
- ومذ قطعت من الغاب، والرجال والنساء لأنيني يبكون
- أريد صدراً مِزَقاً مِزَقاً برَّحه الفراق
- لأبوح له بألم الاشتياق..
- فكل من قطع عن أصله
- دائماً يحن إلى زمان وصله..
- وهكذا غدوت مطرباً في المحافل
- أشدو للسعداء، وأنوح للبائسين
- وكلٌ يظن أنني له رفيق
- ولكن أياً منهم (السعداء والبائسين) لم يدرك حقيقة ما أنا فيه!!
- لم يكن سري بعيداً عن نواحي، ولكن
- أين هي الأذن الواعية، والعين المبصرة؟!!
- فالجسم مشتبك بالروح، والروح متغلغلة في الجسم..
- ولكن أنى لإنسان أن يبصر تلك الروح؟
- أنين الناي نار لا هواء..
- فلا كان من لم تضطرب في قلبه النار..
- نار الناي هي سورة الخمر، وحمى العشق
- وهكذا كان الناي صديق من بان
- وهكذا مزقت ألحانه الحجب عن أعيننا..
- فمن رأى مثل الناي سماً وترياقاً؟!
- ومن رأى مثل الناي خليلاً مشتاقاً؟!
- إنه يقص علينا حكايات الطريق التي خضبتها الدماء
- ويروي لنا أحاديث عشق المجنون
- الحكمة التي يرويها، محرمة على الذين لا يعقلون،
- إذ لا يشتري عذب الحديث غير الأذن الواعية.[30]

### نثره
- كتاب فيه ما فيه: وهو كتاب فيه إحدى وسبعون محاضرة ألقاها الرومي على صحبه في مناسبات مختلفة. وهو من تجميع مريديه وليس من كتابته هو.[36]
- المجالس السبعة: وهو تجميع لمواعظ ومحاضرات ألقاها في سبع مناسبات مختلفة، تتناول مواضيع عن القرآن والحديث الشريف. وتتضمن أشعار فريد الدين عطار وسنائي وللرومي نفسه. وقد قدم هذه المحاضرات بطلب من أشراف القوم مثل صلاح الدين زغرب.[37]
- الرسائل: وهي رسائل كتبها بالفارسية والعربية إلى مريديه ومعارفه ورجال الدولة والتأثير. وهي تدل على اهتمام الرومي وانشغاله بمعارف مريديه وما أصبح له من تأثير كبير عليهم.[30]

## أشهر أقواله
- مَنْ لا يركض إلى فتنة العشق يمشي طريقاً لا شيء فيه حي.
- إنك قد رأيت الصورة ولكنك غفلت عن المعنى.
- هكذا أود أن أموت في العشق الذي أكنه لك، كقطع سحب تذوب في ضوء الشمس.
- ارتق بمستوى حديثك لا بمستوى صوتك، فالمطر الذي ينميّ الأزهار وليس الرعد.
- لا يفنى في الله مَنْ لا يعرف قوة الرقص.[38]

## تأثير مؤلفاته

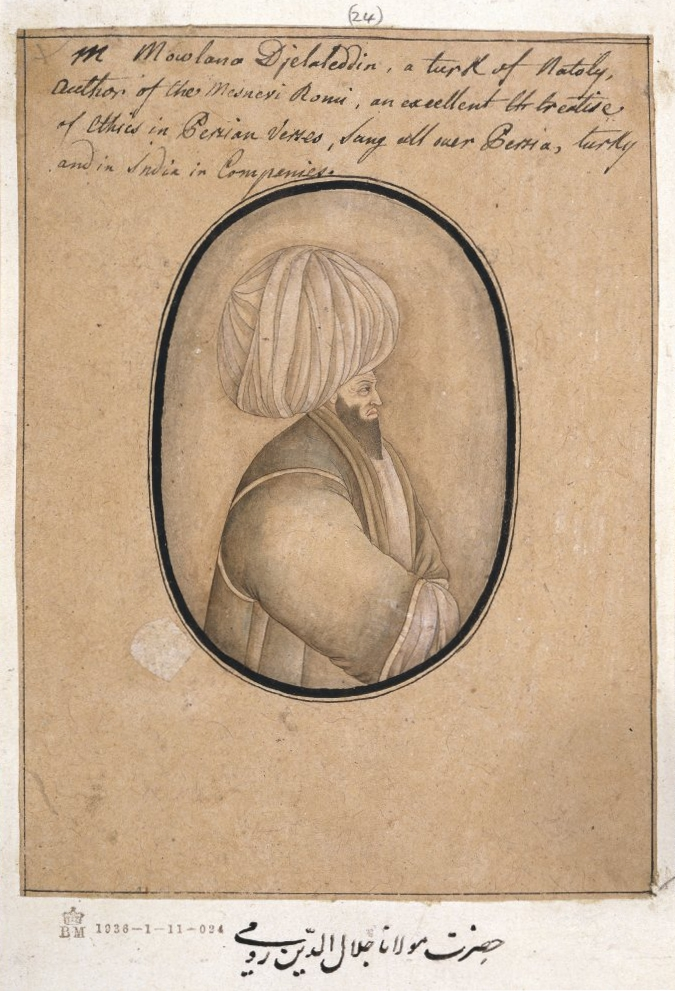
تصوير لمولانا جلال الدين الرومي. مرسومة وملونة على ورق. تعود لبداية القرن التاسع عشر.

كانت لمؤلفات جلال الدين البلخي التأثير الكبير في الأدب الفارسي والتركي والعربي والأردي، كما أثر في التصوف. تمت ترجمة العديد من مؤلفات جلال الدين البلخي إلى اللغات العالمية المعاصرة ومن ضمنها اللغات الأوربية. كما غنى نجوم موسيقى بوب غربيون مثل مادونا ترجمات أشعار الرومي لتعظيمه قوة الحب، واعتقاده في الفائدة الروحية للموسيقى والرقص.
قال عباس محمود العقاد: «يتنافس على نِسبة جلال الدين أربعة أوطان، وهي بلاد الأفغان، وبلاد فارس، وبلاد العرب، وبلاد الترك، التي اشتهرت ببلاد الروم. فهو قد وُلِد في بلخ من بلاد الأفغان، في بيتٍ عريقٍ من بيوت العلم والإمارة، ونظم بالفارسية والتركية والعربية، ونسبه عربي صميم إلى الخليفة أبي بكر الصديق، وعاش في بغداد حينا، وضريحه في قونية، حيث وفاته؛ فلا جرم أن تتفتح الأبواب للتنافس عليه؛ بحجة من الحجج، لكل منافس يحرص على هذه الدرة النفيسة، وإنها في الحق لذخيرة للحضارة الإسلامية وللإنسانية، يأخذ منها مَنْ شاء من بني الإنسان بنصيب موفور».
قواعد العشق الأربعون: من أبرز الأدلة على تأثير جلال الدين الرومي في الثقافة الحديثة والمعاصرة، أن واحدة من أبرز وأشهر الروايات الحديثة استمدت أحداثها من السيرة الذاتية للصوفي الشهير، وهي رواية (قواعد العشق الأربعون) للكاتبة التركية ألف شفق، وتدور أحداث الرواية في خطين متوازيين أحدهما يدور حول علاقة الصداقة التي ربطت بين جلال الدين الرومي وشمس الدين التبريزي، كما تبرز الرواية جانباً من تعاليم وأفكار الرومي الصوفية، صدرت الرواية في عام 2010م وحققت نجاحاً مدوياً حيث وصل عدد النسخ المبيعة منها في تركيا إلى أكثر من مليون نسخة، وفي الأعوام التالية تم ترجمة الرواية إلى العديد من اللغات الحية، وتصدرت الرواية قوائم الكتب الأكثر مبيعاً في العديد من الدول حول العالم.

## طالع أيضًا
- حاجي بايرام ولي.
- غزل الرومي 163